# Tarkus (álbum)
Tarkus é o segundo álbum de estúdio da banda inglesa de rock progressivo Emerson, Lake & Palmer. O álbum foi lançado em 4 de junho de 1971 sob o selo Island Records. Após a turnê de estreia do grupo pela Europa no segundo semestre de 1970, os membros decidiram interromper suas turnês em janeiro do ano seguinte pata gravar um novo álbum no Advision Studios, em Londres. O álbum foi produzido por Greg Lake, junto ao produtor Eddy Offord.
O lado A apresenta à conceitual faixa-título "Tarkus", com duração de 20 minutos. Escrita pelo tecladista Keith Emerson, a faixa gerou discussões e brigas que quase acabaram com o grupo, porém Greg Lake concordou em continuar com o projeto, contribuindo com ideias musicais e escrevendo as letras. O lado B apresenta uma coleção de faixas com variados estilos. A arte de capa foi criada por Wiliiam Neal.
Em seu lançamento, o álbum alcançou o primeiro lugar nas paradas de álbuns do Reino Unido, tornando-se o único álbum da banda à alcançar este feito. Foi um dos 10 álbuns mais vendidos do mundo, incluindo os EUA, onde alcançou a nona posição. O álbum ganhou certificados de ouro tanto no Reino Unido, quanto nos Estados Unidos, neste último arrematando 500.000 cópias vendidas. Foi relançado e remasterizado diversas vezes, incluindo uma edição com remixagem estéreo e som surround 5.1 por Steven Wilson, incluindo também faixas bônus e inéditas das sessões originais, lançada em 2012 e nomeada nas plataformas de música dgiitais como "Tarkus (Deluxe Edition)", contendo as músicas originais, as versões remasterizadas e as faixas bônus.

## Faixas

### Lançamento original
| Lado A - música "Tarkus" |                   |         |  |
| N.º                      | Título            | Duração |  |
| 1.                       | "Eruption"        | 2:43    |  |
| 2.                       | "Stones of Years" | 3:43    |  |
| 3.                       | "Iconoclast"      | 1:16    |  |
| 4.                       | "Mass"            | 3:15    |  |
| 5.                       | "Manticore"       | 1:54    |  |
| 6.                       | "Battlefield"     | 4:13    |  |
| 7.                       | "Aquatarkus"      | 3:55    |  |

| Lado B         |                               |         |  |
| N.º            | Título                        | Duração |  |
| 1.             | "Jeremy Bender"               | 1:44    |  |
| 2.             | "Bitches Crystal"             | 3:58    |  |
| 3.             | "The Only Way (Hymn)"         | 3:51    |  |
| 4.             | "Infinite Space (Conclusion)" | 3:19    |  |
| 5.             | "A Time and a Place"          | 3:01    |  |
| 6.             | "Are you Ready, Eddy?"        | 2:13    |  |
| Duração total: | Duração total:                | 39:05   |  |

### 2012 Edition (Remasterized/Deluxe)
| CD 2 – The Alternate Tarkus New 2012 Stereo Mixes | |         |  |
| N.º                                               | Título | Duração |  |
| 1.                                                | "Tarkus" - "Eruption" (Emerson) - "Stones of Years" (Emerson, Lake) - "Iconoclast" (Emerson) - "Mass" (Emerson, Lake) - "Manticore" (Emerson) - "Battlefield" (Lake) - "Aquatarkus" (Emerson)" | 20:46   |  |
| 2.                                                | "Jeremy Bender" | 1:44    |  |
| 3.                                                | "Bitches Crystal" | 3:58    |  |
| 4.                                                | "The Only Way (Hymn)" | 3:51    |  |
| 5.                                                | "Infinite Space (Conclusion)" | 3:19    |  |
| 6.                                                | "A Time and a Place" | 3:01    |  |
| 7.                                                | "Are you Ready, Eddy?" | 2:13    |  |

| Faixas bônus |                                                             |         |  |
| N.º          | Título                                                      | Duração |  |
| 8.           | "Oh, My Father"                                             | 4:07    |  |
| 9.           | "Unknown Ballad" ("Just a Dream" by Spontaneous Combustion) | 3:04    |  |
| 10.          | "Mass (Alternate take)"                                     | 4:30    |  |

## Certificações e vendas
| Região                                                        | Certificação | Unidades/vendas |
| ------------------------------------------------------------- | ------------ | --------------- |
| Canadá (Music Canada)                                         | Ouro         | - 50.000^       |
| Estados Unidos (RIAA)                                         | Ouro         | - 500.000^      |
| Reino Unido (BPI)                                             | Prata        | - 200.000^      |
| ‡vendas+valores de streaming baseados somente na certificação |              |                 |

1. ↑  Melody Maker Review- 5 June 1971 edition
2. ↑  «Kinney Certifies five albums to lead rice» (PDF). RPM. December 13, 1971. p. 2. Consultado em June 6, 2024 Verifique data em: |acessodata=, |data= (ajuda)
3. ↑  «CERTIFICADOS – Estados Unidos». riaa.com. Consultado em 27 de julho de 2025
4. ↑  «Emerson, Lake, Palmer - special concerts» (PDF). Sounds. November 6, 1971. p. 3. Consultado em June 6, 2024 Verifique data em: |acessodata=, |data= (ajuda)